# Millstreet
Millstreet este un oraș în nordul comitatului Cork, Irlanda . Conform recensământului din 2022, avea o populație de 1.722 de locuitori. 
Millstreet se află în parohia civilă Drishane și în cadrul unei uniuni pentru săraci, numită și Millstreet. Uniunea Millstreet cuprinde parohiile civile Drishane și Kilcorney .

## Geografie
Orașul se află la poalele Muntelui Clara, parte a lanțului muntos Derrynasaggart .
Terenurile orașului din cadrul Millstreet Poor Law Union făceau parte din baronia West Muskerry . Aubane era o zonă din cadrul Millstreet Poor Law Union, în orașele Tooreenbane și Tullig și se află în afara orașului în sine.

## Istorie
Dovezile așezărilor antice din oraș includ un fortăreață circulară și un sit subteran în teritoriul orașului Coomlogane. O serie de pietre de buiandrug, cu inscripții Ogham, au fost descoperite pe șantier în anii 1980. Ruinele Castelului Dromsicane, datând cel puțin din secolul al XVI-lea, se află în apropiere.
Un turn, datând din c. 1810, se află în incinta fostei biserici a Bisericii Irlandeze din Millstreet. Această biserică, construită în anii 1790 și dedicată Sfintei Ana, a fost demolată (cu excepția turnului) în 1959.
Biserica romano-catolică actuală a orașului a fost construită în 1833 în stil neoclasic și este dedicată Sfântului Patrick. Clădirea a fost extinsă și modificată între 1931 și 1932, pereții laterali fiind mutați în exterior, iar fațada fiind mutată mai aproape de poarta de intrare și având o fațadă nouă. Un presbiteriu și mănăstirea Prezentării, care a fost deschisă la 28 mai 1840, au fost, de asemenea, construite pe acest amplasament.

## Cultură
Green Glens Arena, un complex de divertisment și un mare centru ecvestru, este situat în Millstreet. A găzduit o serie de evenimente majore, inclusiv Concursul Muzical Eurovision din 1993, Millstreet fiind cel mai mic oraș care a găzduit competiția. După invazia rusă a Ucrainei din 2022, s-a convenit ca arena să fie folosită ca adăpost temporar pentru refugiații ucraineni.
Din 1961, Parcul orașului Millstreet a fost folosit pentru o „întâlnire de Crăciun” a unui club local de golf . În 2021, controversata practică a alergării iepurilor de câmp a fost obiectul protestelor locuitorilor locali.
Din 1985, orașul este înfrățit cu Pommerit-le-Vicomte din Bretania, Franța.

## Transport
Orașul se află pe linia Mallow – Killarney – Tralee a rețelei feroviare irlandeze . Gara Millstreet, deschisă în 1853 și închisă pentru o parte din traficul de mărfuri în 1976, a fost renovată în 1993 și rămâne deschisă pentru serviciile feroviare de pasageri.

## Personalități
- Timothy Carroll, episcop romano-catolic[17]
- Billy Coleman, pilot de raliu
- Mark Ellis, aruncător interjudețean[18]
- Joanne O'Riordan, activistă, jurnalistă și câștigătoare a premiului „Oamenii Anului”[19]